# Football Club Torinese
El Football Club Torinese fou un club de futbol de la ciutat de Torí (Itàlia).

## Història
El club va ser fundat l'any 1894. El seu uniforme era a franges verticals grogues i negres. Participà en el primer campionat italià de 1898. El 1900 absorbí un altre club de la ciutat, l'Internazionale Torino. El 3 de desembre de 1906 acollí un grup de dissidents de la Juventus, capitanejats per Alfredo Dick, i donà a llum un nou club anomenat Football Club Torino.

## Futbolistes destacats
- Edoardo Bosio

## Cronologia
- 1898: Eliminatòries
- 1899: Eliminatòries
- 1900: 2a posició
- 1901: No participà
- 1902: 3a posició
- 1903: Eliminatòries
- 1904: Eliminatòries
- 1905: Eliminatòries

## Palmarès
- Campionat italià de futbol
  - Finalista el 1900